# Autonomer Kreis der Ust-Ordynsker Burjaten
Koordinaten: 53° 15′ N, 104° 0′ O
Der Autonome Kreis der Ust-Ordynsker Burjaten (russisch Усть-Ордынский Бурятский автономный округ/ Ust-Ordynski Burjatski awtonomny okrug) war eine Verwaltungseinheit in Russland. Als Autonomer Kreis innerhalb der Oblast Irkutsk war er ein Föderationssubjekt der Russischen Föderation im Föderationskreis Sibirien. Zum 1. Januar 2008 ging er in der Oblast Irkutsk auf und besteht seitdem innerhalb dieser als Kreis der Ust-Ordynsker Burjaten fort.

## Geografie
Der kleine Autonome Kreis liegt im südlichen Sibirien westlich des Baikalsees am Fluss Angara. Er wurde vollständig von der Oblast Irkutsk umschlossen und bildete somit eine Enklave.

## Bevölkerung
Namensgebende Nation sind die Burjaten, ein mongolisches Volk, das unter anderem auch in der Republik Burjatien lebt. Die Mehrheit der Bevölkerung machen jedoch die Russen aus. Nebst den unten aufgeführten Volksgruppen zählte man 2002 noch 363 Armenier und 211 Tschuwaschen.
| Volksgruppe | VZ 1939 | VZ 1939 | VZ 1959 | VZ 1959 | VZ 1970 | VZ 1970 | VZ 1979 | VZ 1979 | VZ 1989 | VZ 1989 | VZ 2002 | VZ 2002 |
| Volksgruppe | Anzahl  | %       | Anzahl  | %       | Anzahl  | %       | Anzahl  | %       | Anzahl  | %       | Anzahl  | %       |
| ----------- | ------- | ------- | ------- | ------- | ------- | ------- | ------- | ------- | ------- | ------- | ------- | ------- |
| Burjaten    | 45.019  | 37,6 %  | 44.850  | 33,7 %  | 48.302  | 33,0 %  | 45.436  | 34,4 %  | 49.298  | 36,3 %  | 53.649  | 39,6 %  |
| Russen      | 61.681  | 51,6 %  | 75.099  | 56,4 %  | 86.020  | 58,8 %  | 76.731  | 58,1 %  | 76.827  | 56,5 %  | 73.646  | 54,4 %  |
| Tataren     | 4.285   | 3,6 %   | 4.213   | 3,2 %   | 5.692   | 3,9 %   | 4.782   | 3,6 %   | 4.391   | 3,2 %   | 4.102   | 3,0 %   |
| Ukrainer    | 5.125   | 4,3 %   | 4.280   | 3,2 %   | 3.075   | 2,1 %   | 2.382   | 1,8 %   | 2.255   | 1,7 %   | 1.300   | 1,0 %   |
| Weißrussen  | 604     | 0,5 %   | 1.364   | 1,0 %   | 872     | 0,6 %   | 665     | 0,5 %   | 663     | 0,5 %   | 388     | 0,3 %   |
| Polen       | 830     | 0,7 %   | 728     | 0,5 %   | 621     | 0,4 %   | 546     | 0,4 %   | 463     | 0,3 %   | 435     | 0,3 %   |
| Andere      | 2.077   | 1,7 %   | 2.537   | 1,9 %   | 1.830   | 1,2 %   | 1.611   | 1,2 %   | 1.973   | 1,5 %   | 1.807   | 1,3 %   |
| Einwohner   | 119.621 | 100 %   | 133.071 | 100 %   | 146.412 | 100 %   | 132.153 | 100 %   | 135.870 | 100 %   | 135.327 | 100 %   |

Zum Zeitpunkt des Aufgehens in der Oblast Irkutsk am 1. Januar 2008 betrug die Gesamteinwohnerzahl 134.320; sie hatte sich somit seit den 1970er-Jahren nicht signifikant geändert.

## Geschichte
Bis zum Ende des 16. Jahrhunderts stand das Gebiet unter mongolischer Herrschaft, dann kam es zum Zarentum Russland.
Am 26. September 1937 wurde der Nationale Kreis der Ust-Ordynsker Burjat-Mongolen im Bestand der Oblast Irkutsk aus drei bis dahin zur Burjatischen Autonomen Sozialistischen Sowjetrepublik gehörenden Rajons geschaffen. Zum 16. September 1958 wurde er in Nationaler Kreis der Ust-Ordynsker Burjaten und durch die sowjetische Verfassung von 1977 in Autonomer Kreis der Ust-Ordynsker Burjaten umbenannt. Nach dem Zerfall der Sowjetunion wurde er 1992 zu einem Föderationssubjekt Russlands. Bei der Schaffung der Föderationskreise 2000 wurde er dem Föderationskreis Sibirien unterstellt.
Am 11. Oktober 2005 wurde in Ust-Ordynski ein Vertrag zur politischen und wirtschaftlichen Eingliederung des Autonomen Kreises in die Oblast Irkutsk unterschrieben. Damit war der Weg für ein Referendum und die abschließende Schaffung eines neuen Föderationssubjektes innerhalb der Russischen Föderation geschaffen, dessen Name entsprechend dem größeren der beiden, russisch Irkutskaja oblast, beibehalten werden sollte. Am 16. April 2006 wurde das Referendum im Autonomen Kreis und in der Oblast Irkutsk durchgeführt. Über 97 % der abstimmenden Bevölkerung im Autonomen Kreis stimmten bei einer Wahlbeteiligung von 99 % für den Zusammenschluss, ebenso knapp 90 % der Wähler in der Oblast Irkutsk, bei einer Wahlbeteiligung von 68 %. Es gab nur eine einzige Beschwerde gegen das Referendum. Somit wurde der Vertrag durch das Referendum bestätigt, und der Weg für die Integration des Autonomen Kreises der Ust-Ordynsker Burjaten in die Oblast Irkutsk ab dem 1. Januar 2008 war frei.

## Wirtschaft
Forstwirtschaft und Papiererzeugung sind die wichtigsten Wirtschaftszweige dieser waldreichen Region. Im Bereich des Fremdenverkehrs gibt es erste, bescheidene Anfänge.

## Verwaltungsgliederung und Ortschaften

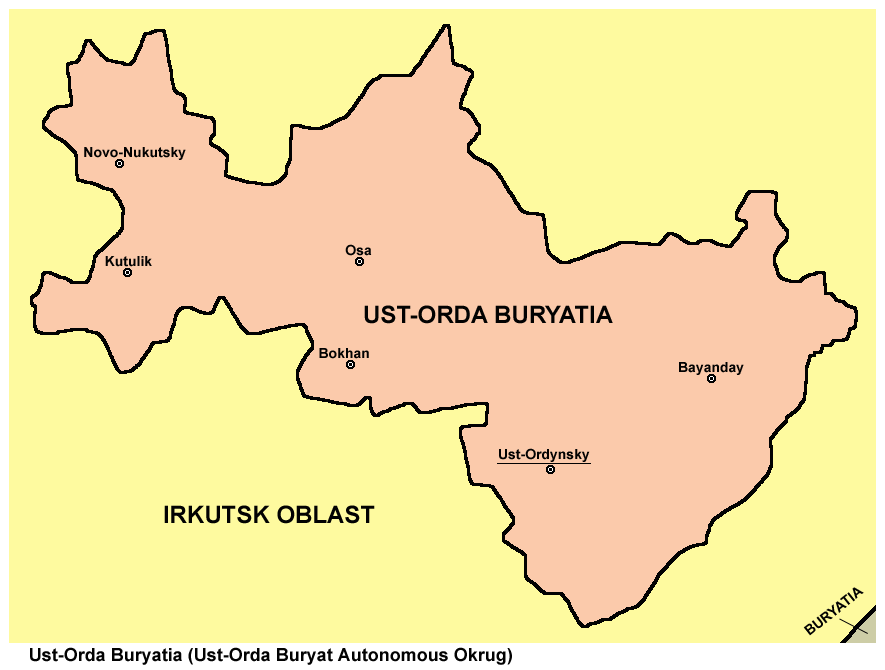
Lage der Rajonzentren in Autonomen Kreis

Verwaltungszentrum war Ust-Ordynski. Der Autonome Kreis gliederte sich zuletzt in sechs Rajons, die heute innerhalb der Oblast Irkutsk weiterbestehen:
| Rajon              | Einwohner (9. Oktober 2002) | Verwaltungssitz |
| ------------------ | --------------------------- | --------------- |
| Alarski            | 26.742                      | Kutulik         |
| Bajandajewski      | 13.730                      | Bajandai        |
| Bochanski          | 26.897                      | Bochan          |
| Echirit-Bulagatski | 29.787                      | Ust-Ordynski    |
| Nukutski           | 17.209                      | Nowonukutski    |
| Ossinski           | 20.962                      | Ossa            |

Alle Einwohner zählen zur Landbevölkerung, seitdem 1992 die vormaligen Siedlungen städtischen Typs Bochan, Kutulik und Ust-Ordynski, deren Einwohner der Stadtbevölkerung zugerechnet wurden, wieder den Status ländlicher Siedlungen erhielten.